# اچ‌ام‌اس آر۵
اچ‌ام‌اس آر۵ (به انگلیسی: HMS R5) یک زیردریایی بود که طول آن ۱۶۳ فوت (۵۰ متر) بود. این زیردریایی در سال ۱۹۱۸ ساخته شد.